# Fischläuse
Die Fischläuse oder Karpfenläuse (Branchiura), auch Fischzecken genannt, gehören zu den Krebstieren (Crustacea). Sie leben als Außenparasiten auf wechselnden Wirten. Heute sind, je nach Einordnung und Quelle, gut 150 (Stand: 2008) bis knapp 170 (Stand: 2011) Fischlaus-Arten bekannt. Sie kommen sowohl im Süßwasser als auch im Meer vor und sind durch ihre stark abgeflachten Körper gekennzeichnet. Sie erreichen Körperlängen zwischen 5 und 30 Millimetern und besitzen meist transparente, oft grünlich getönte Körper. Die Antennen sind zu Klammerorganen umgebildet, um sich am Wirt festzuhalten, und die Mundwerkzeuge bilden einen Saugrüssel zum Stechen der Wirte und zur Nahrungsaufnahme.
Fischläuse befallen Fische, indem sie sich an der Haut, den Kiemen oder Flossen festsetzen. Mit ihren Mundwerkzeugen injizieren sie Speichel, der die Blutgerinnung hemmt, und sie saugen darüber Blut sowie Gewebsflüssigkeit auf. Sie können Krankheiten wie die Bauchwassersucht übertragen und bei starkem Befall kann es zu einer starken Schwächung der Wirte kommen. Die Fortpflanzung erfolgt auf dem Wirt und die Weibchen legen die befruchteten Eier an harten Substraten ab, aus denen Larven schlüpfen. Die Entwicklung verläuft über neun Stadien, wobei bereits die frühen Larven parasitär leben.

## Merkmale
Fischläuse sind in der Regel zwischen 5 und 20 Millimeter lang, die größten Arten erreichen etwa 30 Millimeter Länge. Der Körper ist stark dorsoventral (rücken- und bauchseitig) abgeflacht, das Integument dünn und ohne Kalkeinlagerungen, meist transparent und oft etwas grünlich getönt. Er besteht aus drei Abschnitten: einem Cephalothorax aus dem Kopf und dem ersten, unbeweglich mit diesem verschmolzenen Rumpfsegment, einem freien Rumpfabschnitt oder Thorax aus drei Segmenten und einem ungegliederten, flossen- oder plattenförmigen Hinterleib oder Abdomen. Der Cephalothorax ist bei Ansicht von oben oft durch einen breiten, schildartigen, meist zweilappigen Carapax bedeckt, der sich lappenförmig mehr oder weniger weit nach hinten verlängert, meist bedeckt er den gesamten Rumpfabschnitt, ohne aber mit ihm zu verwachsen, bei einigen Argulus-Arten zusätzlich das Abdomen. Abweichend davon ist er bei Chonopeltis meist zweilappig und kürzer, nur bis zur Basis des ersten oder zweiten Rumpfbeinpaars reichend, bei Dipteropeltis in zwei flügelartige, mehr als körperlange Lappen ausgezogen.

### Kopf
Am Kopf tragen die Tiere sehr deutlich erkennbare Komplexaugen, außerdem ist ein zentrales Naupliusauge vorhanden. Die Komplexaugen sind ins Kopfinnere verlagert ohne äußere kutikuläre Linsen, sie sind als dunkel gefärbte Flecken durch das durchsichtige Integument durchscheinend. Sie sind etwa kugelförmig, durch Muskeln hoch beweglich und bestehen meist aus etwa 60 bis 80 Ommatidien. Das Naupliusauge besteht aus drei von Pigmentzellen umhüllten Bechern.
Alle Extremitäten des Kopfs sind aufgrund der parasitischen Lebensweise stark umgebildet und abgewandelt. Die nahe beieinander sitzenden ersten Antennen oder Antennulae und die zweiten Antennen oder Antennae sind beide einästig und sehr kurz, mit nur wenigen Sinneszellen (bei Chonopeltis fehlen die Antennulae sogar ganz, die Antennae sind viersegmentig, bei den anderen fünfsegmentig). Sie sind zu Klammerorganen zum Festhalten umgewandelt und tragen kräftige Haken. In der Mitte des Kopfs sitzt ein kräftiger Saugrüssel (Proboscis), in dessen Inneren zur Spitze hin zwei sichelförmige, spitze Mandibeln (ohne Palpen) verborgen sind (bei Dolops sitzen sie seitlich der Basis des Saugrüssels). Er ist bei Argulus und Dipteropeltis lang, bei Dolops und Chonopeltis kürzer. Vor dem Saugrüssel befindet sich nur bei Argulus und Dipteropeltis ein weiterer, rückziehbarer Stachel, mit dem beim Saugakt der Wirt gestochen und ein Toxin injiziert wird.
Die anderen Mundwerkzeuge, die ersten und zweiten Maxillen sind bei den Fischläusen zu Haftorganen umgebildet und haben keine Funktion mehr bei der Nahrungsaufnahme. Die ersten Maxillen (Maxillulae) sind dabei am wichtigsten. Diese sind bei drei Gattungen zu sehr großen und prominenten Saugnäpfen umgestaltet, bei der Gattung Dolops, wie bei den Larvenstadien der anderen Arten, sind sie viergliedrig und enden in einem kräftigen Klammerhaken. Die zweiten Maxillen (Maxillae) sind einästig und fünfsegmentig (bei Dolops sechs) und mit zahlreichen Dornen und Stacheln besetzt, deren Größe und Position wichtig ist für die Unterscheidung der Arten. Sie sind deutlich länger als die Antennenpaare.

### Carapax und Rumpfabschnitt
Der Carapax ist in der Regel schildförmig und hinten in zwei Lappen oder Zipfel ausgezogen, vorn schließt er ohne Absatz an den Kopfschild an; er reicht bei den verschiedenen Gattungen und Arten unterschiedlich weit nach hinten. Auf der Ventralseite (Unterseite) sind zwei Carapaxfelder mit verdünntem Integument ausgebildet (Ausnahme: Dolops). Diese dienen nicht, wie früher gedacht, der Atmung, sondern der Osmoregulation. Im Inneren des Carapax sind durch das Integument durchscheinend zahlreiche reich verzweigte Blindsäcke (Caeca) des Mitteldarms sichtbar.
Die vier Rumpfsegmente tragen jeweils ein Beinpaar. Diese sind untereinander ähnlich gestaltet, das erste Beinpaar ist nicht zu Maxillipeden umgestaltet, obwohl das erste Rumpfsegment mit dem Kopf verschmolzen ist. Die seitlich gerichteten Rumpfbeine (Thorakopoden) dienen als Schwimmbeine, Fischläuse der Gattungen Argulus und Dolops sind schnelle und gewandte Schwimmer. Sie sind für Krebse typische zweiästige (birame) Spaltbeine. Exopodit und Endopodit sind meist beide eingliedrig, der Endopodit manchmal zweigliedrig und tragen je eine Reihe dichter Fiederborsten. Bei Chonopeltis und Dipteropeltis sind sie kurz und kaum beborstet; beide Gattungen sind schlechte Schwimmer. Bei Dolops und Argulus trägt das erste und das zweite Beinpaar einen als Flabellum oder Flagellum bezeichneten Anhang, der nahe der Basis des Exopoditen auf der Dorsalseite entspringt, er dient zur Reinigung der Unterseite des Carapax. Je nach Art trägt bei den Männchen das erste, zweite oder dritte Beinpaar (oder eine Kombination von diesen) artspezifische gestaltete Kopulationsanhänge, diese dienen dazu, bei der Kopulation die Spermien in die Spermatheca des Weibchens zu übertragen. Nur bei den Weibchen tragen die Coxen des vierten Beinpaars einen als Schwimmplatte bezeichneten lappenförmigen Anhang.

### Abdomen
Das Abdomen der Fischläuse trägt keine Gliedmaßen. Es bildet eine ungeteilte, lappenförmige Platte, die nach hinten (caudal) in zwei gerundeten bis zugespitzten Zipfeln endet. In der Kerbe dazwischen steht ein Paar winziger Furcaläste.

### Innere Anatomie
Der Mitteldarm besteht aus zwei Hauptventrikeln, die stark verästelt sind. In ihnen wird die aufgenommene Nahrung verdaut und gespeichert. Zur Exkretion besitzen sie Nephridien an den Maxillenbasen. Der Blutkreislauf wird durch das Herz im vierten Thoraxsegment angetrieben, zur Atmung dienen vier Bereiche mit einer verdünnten Cuticula an der Thoraxunterseite.
Karpfenläuse sind getrenntgeschlechtlich. Bei den weiblichen Tieren liegt das Ovar unpaar im Thorax und geht hinter dem vierten Thoraxsegment in einen Genitalraum über. Im Abdomen besitzt es Samenspeicherblasen (Receptacula seminis), die ebenfalls in den Genitalraum münden. Bei den Männchen münden die im Abdomen liegenden Hoden über eine unpaare Samenblase zwischen dem letzten Beinpaar aus. Zur Begattung besitzen die Männchen spezielle Anhänge am letzten Beinpaar.

## Lebensweise
Karpfenläuse parasitieren auf verschiedenen Fischarten und anderen Wirbeltieren im Wasser (etwa Kaulquappen). Sie können sowohl im Süßwasser als auch im Meerwasser vorkommen und vermehren sich auch im Aquarium gut.

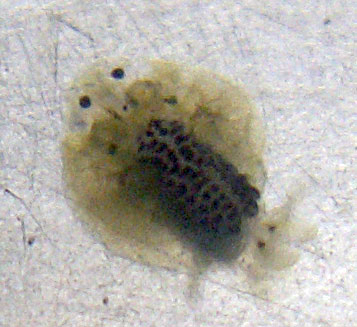
Karpfenlaus, Größe ca. 4 mm

### Ernährung
Die Wirte werden zunächst erst beim Herumschwimmen angestoßen und dann gezielt angeschwommen. Die Orientierung erfolgt entgegen der Strömung, die durch die Atmung im Bereich der Kiemen sowie hinter den Flossen des Fisches entsteht. Auf diese Weise finden die Karpfenläuse die Kiemen und die Flossenbasen, an denen sie sich mit ihren Mundwerkzeugen festkrallen. Um einen optimalen Ort zum Einstechen zu finden, können sie mit Hilfe ihrer Antennen an der Haut des Fisches entlangkriechen. Sie können die gesamte Körperoberfläche des Fisches befallen. Haben sie eine gute Stelle gefunden, wird der Stachel eingesetzt. Die Karpfenläuse injizieren mit ihm einen gerinnungshemmenden Speichel, danach wird die Wunde mit den Mandibeln solange weiter geöffnet, bis der Rüssel an ein Gefäß gebracht werden kann.
Als Nahrung nehmen die Tiere sowohl Blut als auch Gewebeflüssigkeiten auf, die aufgesaugt und in den Mitteldarmästen verdaut werden. Durch den verästelten Darm können die Tiere sehr viel Nahrung aufnehmen, eine Blutmahlzeit kann entsprechend für bis zu drei Wochen ausreichen. Durch die Injektion von Speichel sowie durch den Saugvorgang kann dabei der Erreger der Bauchwassersucht, Pseudomonas punctata, übertragen werden. Der eigentliche Stich der Karpfenläuse ist dagegen für die Fische weitestgehend harmlos. Bei hohem Befall kommt es allerdings zu einer Schwächung der Wirte, die sich durch eine erhöhte Mortalität bemerkbar macht. Nach der Blutmahlzeit lassen die Parasiten ihren Wirt wieder los und gelangen so wieder ins freie Wasser.
Da Fischläuse infolge ihrer parasitären Lebensweise die Wirtstiere schädigen, kommt ihrer Bekämpfung in der Fischwirtschaft eine große Bedeutung zu. Sie erfolgt üblicherweise mit Trichlorfon.

### Fortpflanzung und Entwicklung
Die Fortpflanzung findet im Regelfall auf den Wirten statt, wobei das Männchen das Sperma erst in der Samenblase sammelt und danach in die Receptacula des Weibchens abgibt. Dabei handelt es sich um einzelne Spermienzellen, nur die Vertreter der Gattung Dolops besitzen Samenpakete (Spermatophoren).
Die Weibchen legen die befruchteten Eier an Steinen oder anderen harten Substraten ab, wobei die Eihülle durch das Wasser aufquillt und die Eier ankleben lässt. Die Weibchen bilden dabei Eiballen oder -schnüre. Dabei produziert etwa das Weibchen der Karpfenlaus Argulus foliaceus innerhalb der 15-tägigen Fortpflanzungszeit im Schnitt vier Gelege mit insgesamt deutlich mehr als 1000 Eiern.
Nach kurzer Zeit schlüpfen aus den Eiern Larven mit verkürztem Carapax (Copepoditstadien). Bereits die ersten Larvenformen sind Parasiten, die Saugnäpfe bilden sich allerdings erst im dritten Stadium. Insgesamt läuft die Entwicklung über neun Stadien.

## Systematik

### Innere Systematik
Heute sind etwa 130 Arten der Karpfenläuse bekannt, die in vier Gattungen eingeordnet werden, von denen Dolops als ursprünglichste betrachtet wird:
- Dolops
- Chonopeltis
- Dipteropeltis; bis 2014 war nur die Art Dipteropeltis hirundo bekannt, im Januar 2014 wurde Dipteropeltis campanaformis beschrieben[7]
- Argulus: In Mitteleuropa kommen nur drei Argulus-Arten vor, die bekannteste Art ist die Karpfenlaus (Argulus foliaceus), die an allen Süßwasserfischen und auch an Kaulquappen parasitiert. Sie ist holarktisch verbreitet und mit fast 10 Millimetern Körperlänge recht groß. Noch etwas größer ist die Art Argulus coregoni. Mit Zierfischen aus Japan eingeschleppt wurde die Fischlaus Argulus japonicus.

### Äußere Systematik
Traditionell werden die Fischläuse innerhalb der Krebstiere in die Klasse Maxillopoda eingruppiert, ein Verlegenheits-Taxon ohne klare Abgrenzung. Gestützt auf morphologische Merkmale wie den Feinbau der Spermien erwiesen sich, völlig unerwarteterweise, die Zungenwürmer oder Pentastomida als Schwestergruppe, was durch phylogenomische Studien (anhand des Vergleichs homologer DNA-Sequenzen) bestätigt wurde. Das gemeinsame Taxon aus den beiden jeweils voll parasitischen Gruppen wird heute Ichthyostraca genannt. Die Ichthyostraca gehören, gestützt vor allem auf genetische Untersuchungen, in ein Taxon der Krebstiere, das vor allem Formen mit verminderter Anzahl der Segmente umfasst und deshalb Oligostraca genannt wurde. Die neue Systematik wird weithin akzeptiert und dient etwa als Grundlage der Taxonomie in der Datenbank WoRMS.